# 奧澤爾西克
49°56′17″N 23°50′44″E / 49.93806°N 23.84556°E
奧澤爾西克（烏克蘭語：Озерське），是烏克蘭的村落，位於該國西部利沃夫州，由亞沃里夫區負責管轄，始建於1454年，面積0.2平方公里，海拔高度328米，2001年人口70，人口密度每平方公里350人。